# Том Вейтс

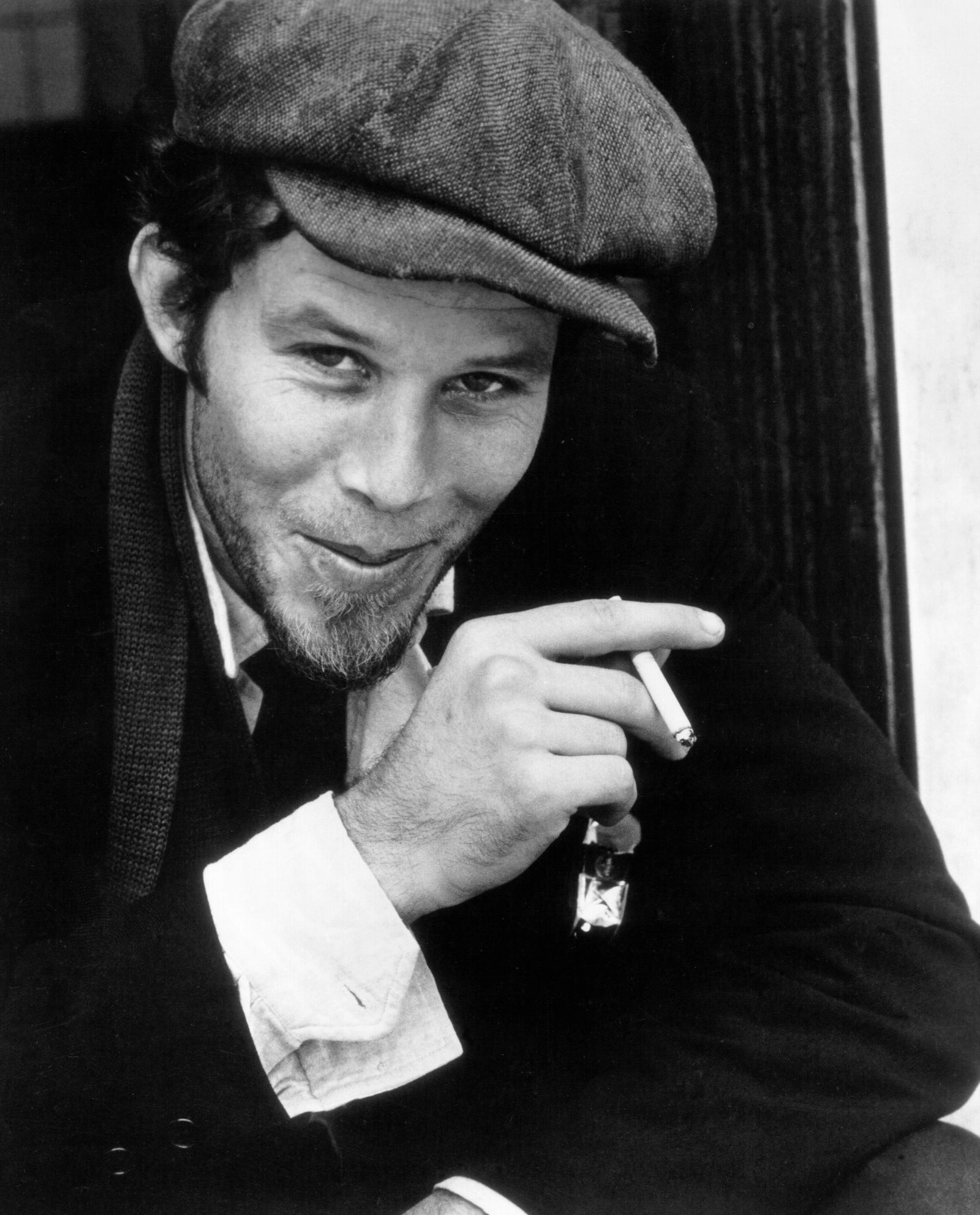
Tom Waits

Том Вейтс (англ. Tom Waits; нар. 7 грудня 1949 року) — американський співак та автор пісень, композитор, актор. У свій ранній творчості Вейтс змішував такі жанри як джаз, блюз і, незначною мірою, фолк-музику, починаючи ж з 1980-х і досі він грає експериментальний рок з елементами індастріалу, дарк-кабаре та авангардного джазу. Для нього характерні театралізовані, часом водевільні виступи, й особлива манера виконання — суміш співу й речитативу. Том має своєрідний хрипкуватий голос, описаний критиком Деніелом Дачхолзом так: «Він немов вимочений в бочці з бурбоном, його ніби залишили в коптильні на кілька місяців, а потім, коли дістали, проїхалися по ньому».
Лірика його пісень — це історії, розказані найчастіше від першої особи, з гротескними образами занепалих місць та пошарпаних життям персонажів. Вейтс також був композитором таких фільмів, як «Ніч на Землі» Джима Джармуша та «Від всього серця» Френсіса Форда Копполи, за саундтрек до якого він був номінований на «Оскар». Володар «Ґреммі» за альбоми Bone Machine та Mule Variations. 2011 року був включений до Зали слави рок-н-ролу своїм колегою Нілом Янгом. Останнім часом живе в окрузі Сонома, Каліфорнія зі своєю дружиною Кетлін Бреннан, дочкою Келлсімон та синами Кейсі та Салліваном.

## Біографія

### Ранні роки і захоплення музикою (1949—1972)
Томас Алан Вейтс (англ. Thomas Alan Waits) народився в лікарні Park Avenue в місті Помона, штат Каліфорнія 7 грудня 1949 року, в родині шкільних вчителів. Його батько Джесі Френк Вейтс шотландсько-ірландського походження, мати Альма Джонсон МакМюррей — американо-норвезького. 1960 року батьки Тома розлучилися й він з матір'ю і двома сестрами переїхав до міста Віттер в окрузі Лос-Анджелеса, а після — до Нешнл-Сіті, неподалік від кордону США з Мексикою.
В 1965 році, під час навчання в середній школі міста Чула-Віста в окрузі Сан-Дієго, Вейтс почав грати в ритм-енд-блюз/соул гурті The System, і працювати в Napoleone Pizza House, який він згодом оспівав на альбомах Small Change («I Can't Wait to Get Off Work») та The Heart of Saturday Night («The Ghosts of Saturday Night (After Hours at Napoleone's Pizza House)»). П'ять років опісля Вейтс почав працювати швейцаром в одному з нічних клубів Сан-Дієго, де він міг слухати виступи музикантів, що грають у різних жанрах. Там же він дав свій перший оплачуваний концерт. Як шанувальник Боба Ділана, Джека Керуака, Луї Армстронга, Ледбеллі, Хаулін Вульфа та Чарльза Буковскі, Том почав створювати свій власний унікальний музичний стиль.
Після служби в береговій охороні США Вейтс повернувся до Лос-Анджелеса та почав працювати в клубі The Troubadour, де музиканти стояли в черзі, щоб дати нічний концерт. 1971 року Том оселився в Echo Park в околицях Лос-Анджелеса, де, крім нього, жили Гленн Фрай з Eagles, Джексон Браун та Френк Заппа. Музикант познайомився з продюсером Гербом Коеном та записав кілька демо, що згодом вийшли у збірнику The Early Years. За сприяння Коена Том уклав свій перший контракт, з Asylum Records.

### Сім класичних альбомів Asylum Records (1973–1980)

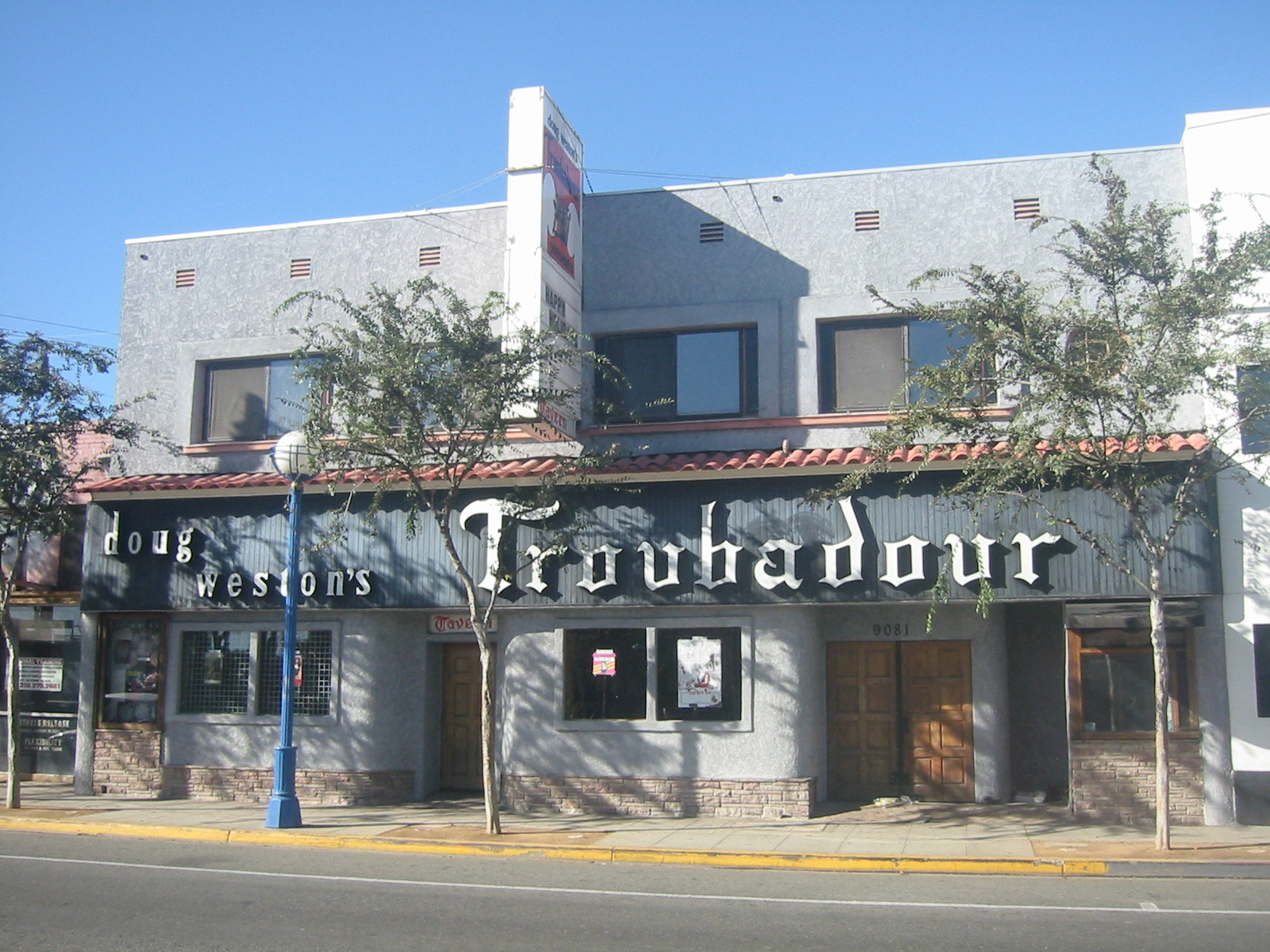
Нічний клуб The Troubadour у Лос-Анджелесі, в якому Том дав свій перший концерт, заробивши 25 доларів.

Вейтс уклав контракт з лейблом Asylum Records 1972 року і, після декількох невдалих сесій, нарешті записав свій перший альбом Closing Time, звучний у дусі джазу, з домішкою фолку. Він був спродюсований учасником гурту The Lovin' Spoonful Джері Єстером та виданий 1973 року, отримавши прихильні відгуки критиків. Том вирушив у свої перші гастролі, що складалися переважно з «розігріву» концертів Martha and the Vandellas, Чарлі Річа та Френка Заппи. Рік потому вийшло логічне продовження Closing Time — альбом The Heart of Saturday Night, який 2003 року потрапив до списку «500 найкращих альбомів усіх часів за версією журналу Rolling Stone».
В 1975 році Вейтс перебрався до мотелю Tropicana на бульварі Санта-Моніка та видав умовно концертний альбом Nighthawks at the Diner, записаний у студії з невеликою аудиторією, у довірчій атмосфері. Для Nighthawks at the Diner характерні довгі вступні монологи Тома, а також інтермедії між піснями. 75-й і подальші роки були важкими для музиканта. Він жив у готелях, погано харчувався і занадто багато пив.
Репутація алкоголіка з важким життям остаточно закріпилася за Вейтсом після виходу цинічно-песимістичного Small Change, з такими піснями як «The Piano Has Been Drinking» (укр. Піаніно пиячило) та «Bad Liver and a Broken Heart» (укр. Хвора печінка та розбите серце). Проте критичний та комерційний успіх Small Change перевершив усі попередні роботи. Альбом став першим з тих, що потрапили до хіт-параду Billboard 200, досягши 89 рядка. Після успіху в Billboard з'явився інтерес з боку таких видань, як Time, Newsweek та Vogue. Том зібрав склад акомпонуючих музикантів і став співати регулярні нічні концерти.
В 1977 році вийшов альбом Foreign Affairs, звучний у дусі попередньої роботи, але з більшою художньою витонченістю та глибшим вивченням джазу та блюзу. Наступний, Blue Valentine, відходить від супроводу духових інструментів й акцентує більше уваги на електрогітарі та клавішних, чимраз більше заглиблюючись у блюз. 1978 року Вейтс уперше з'явився в кіно, зігравши невелику роль піаніста у фільмі «Райська алея» з Сільвестером Сталлоне.
В 1980 році Вейтс переїхав до Нью-Йорку. Heartattack and Vine, останній альбом на лейблі Asylum Records, виданий 1980 року. На ньому дедалі більше помітні балади, а також відзначається вплив грубуватого ритм-н-блюзу. Під кінець десятиріччя Том також почав співпрацювати з Френсісом Фордом Копполою та записав саундтрек до його фільму «Від щирого серця», що номінувався на «Оскар» за найкращу музику.

### Експериментальна трилогія Island Records (1981–1989)
В серпні 1980 року Вейтс одружився із Кетлін Бреннан, яку він зустрів на зніманні «Від щирого серця». Після відходу Тома з Asylum Records лейбл випустив три його збірки: Bounced Checks, що містить рідкісні версії відомих пісень, а також Anthology of Tom Waits та Asylum Years — дві збірки найкращих пісень. Вейтс зіграв ще три невеликі ролі у фільмах Копполи: «Ізгої», «Бійцівська рибка» та «Клуб «Коттон»».
В 1983 році музикант підписав контракт з лейблом Island Records, на якому вийшов його восьмий альбом Swordfishtrombones, що став поворотним у музичному відношенні. Альбом ознаменував практично повний відхід від фортепіано та гітари, тут Том віддає перевагу малопоширеним інструментам, що видають незвичайні звуки. На Swordfishtrombones, зокрема, представлений такий еклектичний набір, як волинка, маримба, орган та скрипка Штроха. Згодом музикант став називати подібний підбір інструментів «Junkyard Orchestra» (англ. Оркестр-звалище). Пісні Вейтса також зазнали радикальних змін. На зміну класичним баладам 70-х у струнно-клавішних аранжуваннях прийшли пісні зі змішаністю таких стилів як румба, танго, раннє кантрі, паралельно з виступами в стилі кабаре та експериментами з голосом.
Вивчення експериментальної музики продовжилося в альбомі 1985 року Rain Dogs, що отримав захоплені рецензії критиків. Альбом зайняв 21 місце у списку «100 найкращих альбомів 1980-х» за версією журналу Rolling Stone, а також увійшов до списку «500 найкращих альбомів усіх часів». На Rain Dogs Вейтс використовував такі інструменти, як маримба, акордеон, контрабас, тромбон та банджо. Свій внесок у його створення також внесли гітаристи Марк Рібо, Роберт Квайн та Кіт Річардс. На пісню «Downtown Train» був знятий перший для Тома музичний кліп.
В червні 1986 року Вейтс та Бреннан спільно поставили мюзикл під назвою «Franks Wild Years», що згодом переріс у студійний альбом. Прем'єра відбулася в театрі Steppenwolf в Чикаго, головну роль зіграв сам Том. Того ж року він продовжив акторську кар'єру, разом з Джоном Лурі та Роберто Беніньї, знявшись в одній з головних ролей у незалежному фільмі Джима Джармуша «Поза законом». У фільмі прозвучали дві пісні з Rain Dogs — «Jockey Full of Bourbon» і «Tango Till They're Sore». Пізніше Том також співпрацював з Джармушем, Беніньї та Лурі. Franks Wild Years, останній альбом експериментальної трилогії, виданий 1987 року з підзаголовком Un Operachi Romantico in Two Acts (Романтична опера в двох актах). Рік потому вийшов другий концертний альбом Тома Big Time, що складається з вибраних пісень трьох альбомів Island Records. На відео вийшов однойменний сюрреалістичний фільм-концерт. Музикант також знявся в одній з головних ролей в чорній комедії «Холодні ноги», зіграв другорядну роль у драмі «Чортополох» з Джеком Ніколсоном та записав пісню «Sea of Love» спеціально для фільму «Море любові» з Аль Пачіно в головній ролі. Завершуючи десятиліття, Вейтс взяв участь у фільмі Джармуша «Таємничий поїзд» як голос радіо-діджея.

### Співпраця з Робертом Вілсоном іBone Machine(1990–1997)

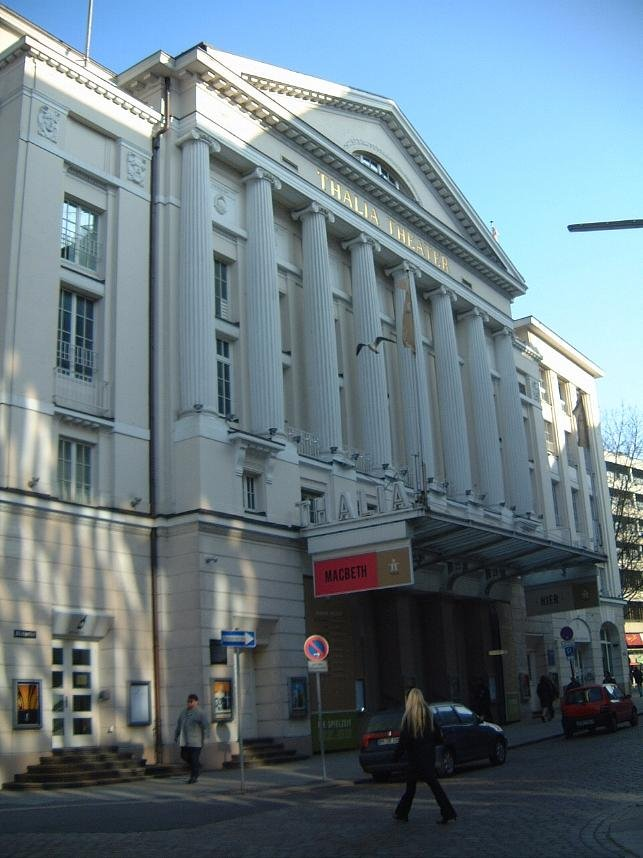
Театр Thalia в Гамбурзі, в якому відбулись прем'єри «The Black Rider: The Casting of the Magic Bullets» та «Alice».

31 березня 1990 року відбулася прем'єра вистави «The Black Rider: The Casting of the Magic Bullets», в основу якої покладено сюжет німецької казки «Чарівний стрілець». Режисером був Роберт Вілсон, автором сценарію — Вільям Берроуз, Том Вейтс же написав для спектаклю музику, натхненну творчістю Бертольда Брехта та Курта Вайля. Потім були поява в альбомі гурту Primus Sailing the Seas of Cheese як голоса персонажа пісні «Tommy the Cat», яка поклала початок співпраці з лідером гурту Лесом Клейпулом, запис саундтрека до фільму Джима Джармуша «Ніч на Землі» та епізодична поява в картині Террі Гілліама «Король-рибалка».
В 1992 році вийшов перший за п'ять років новий студійний альбом Bone Machine, з домінуванням ударних та гітари, і невеликим вкрапленням фортепіано та саксофона. Альбом здобув музичну премію «Греммі», першу для Тома. Журнал Rolling Stone помістив його на 53 місце в списку «100 найкращих альбомів 1990-х». 19 грудня того ж року відбулася прем'єра другого спільного спектаклю Вілсона та Вейтса «Alice» — адаптації творів Льюїса Керрола «Аліса в Країні чудес» та «Аліса в Задзеркаллі». Музика з «Alice» згодом вийшла на однойменному студійному альбомі Тома. Також 1992 року музикант зіграв роль другого плану в картині Френсіса Форда Копполи «Дракула» з Гарі Олдменом, Вайноною Райдер, Кіану Рівзом та Ентоні Гопкінсом.
Рік потому вийшов студійний альбом The Black Rider, що складається з пісень за мотивами п'єси Вілсона та Берроуза. Також Том знявся в одній з ролей у фільмі Роберта Альтмана «Короткі історії», який здобув нагороду «Золотий глобус» за найкращий акторський ансамбль і, разом з Іґґі Попом, у короткометражній стрічці Джима Джармуша «Десь у Каліфорнії», яка вийшла на екрани 2003 року в складі фільму «Кава та сигарети». Після 93-го року в кар'єрі Вейтса настав затишок. 1997 року він разом з Кетлін Бреннан записав коротку пісню для мультфільму «Банні», який виграв премію Сатурн як найкращий короткометражний мультфільм.

### Контракт з ANTI- (1998–2010)
В 1998 році закінчився контракт Вейтса з Island Records і лейбл видав збірку його пісень Beautiful Maladies. Рік потому відбувся випуск дванадцятого студійного альбому Тома Mule Variations, першого на новому лейблі ANTI-. Альбом досяг успіху в Billboard 200, здобув премію «Ґреммі» та увійшов у «список 500 найкращих альбомів усіх часів за версією журналу Rolling Stone».
В 2002 році одночасно вийшли два альбоми: Alice та Blood Money, в основі яких лежать однойменні театральні роботи Вейтса та Вілсона майже десятирічної давності. Alice базується на «Алісі…» Керролла, Blood Money — на «Войцеку» Георга Бюхнера.
П'ятнадцятий альбом Real Gone вийшов 2004 року. На цьому альбомі вперше за довгий час відсутні театральні експерименти, а також майже зовсім немає фортепіано. Real Gone був обраний журналом Harp найкращим альбомом 2004 року, а пісня «Metropolitan Glide» була номінована на «Ґреммі» за «Найкраще сольне вокальне рок-виконання». Також, після тривалої бездіяльності в кіно, Том з'явився в романтичній комедії Роберто Беніньї «Тигр та сніг», виконавши на початку фільму баладу «You Can Never Hold Back Spring».
У листопаді 2006 року вийшов потрійний альбом Orphans: Brawlers, Bawlers & Bastards, що складається з рідкісних, не виданих раніше пісень, а також абсолютно нового матеріалу. Перший диск містить оптимістичні фатальні та блюзові композиції, другий — трагічні балади та романси, третій же не підпадає ні під які категорії та містить музичні експерименти. Orphans потрапив до списку найкращих альбомів 2006 року, складеного сайтом Metacritic.
Наприкінці 2009 року Том Вейтс зіграв одну з головних ролей у фільмі Террі Гілліама «Імаджинаріум Доктора Парнаса». Виробництво фільму почалося ще 2007 року, але було відкладене у зв'язку з трагічною смертю Гіта Леджера — актора, який виконував головну роль. Фільм усе ж було завершено за допомогою кількох акторів, які замінили Леджера.

### Bad as Me(2011— наш час)
Вейтс почав десятиліття знявшись у невеликій ролі в фантастичному фільмі «Книга Ілая» та взявши участь у розробці нового спектаклю свого колеги Роберта Вілсона за участю ірландського драматурга та режисера Мартіна МакДонаха, відомого, зокрема, за фільмом «Залягти на дно в Брюгге». У листопаді музикант завершив книгу з 23 віршів під назвою «Seeds on Hard Ground», натхненну портретами бездомних Майкла О'Брайена. Напередодні виходу книги було організовано акцію збору коштів на допомогу волоцюгам штату Каліфорнія.
9 лютого 2011 року було оголошено про включення Тома до Зали слави рок-н-ролу. Церемонія відбулася 14 березня в готелі Waldorf-Astoria в Манхеттені, Нью-Йорк. Вейтса ввів до Зал слави його колега Ніл Янг, компанію музиканту склали Еліс Купер та Ніл Даймонд. Том прийняв нагороду з властивим йому гумором, зауваживши: «Кажуть, у мене немає хітів і що зі мною важко працювати… так наче це погано».
25 жовтня 2011 року вийшов перший студійний альбом Вейтса за останні сім років — Bad as Me. Він досяг шостого рядка в Billboard 200, посів дев'яте місце в списку «50 найкращих альбомів 2011 року» за версією журналу Mojo та отримав однозначне схвалення критиків. Наприкінці 2011 року Том взяв участь у фільмі Копполи «Між» закадровим оповідачем, а останнім часом вийшов у широкий прокат фільм МакДонаха «Сім психопатів», в якому музикант зіграв одну з другорядних ролей.
На початку 2013 року спільно з Кітом Річардсом записав пісню «Shenandoah».

## Судові процеси
«На сьогодні найвищою нагородою для артиста, яку наша культура здатна йому надати, є право з'явитися в рекламі — муркотіти якусь нісенітницю з капота нового автомобіля. Подібну паскудну честь я завжди відмітаю — непохитно та блискавично»
«Знаєте, коли мені співають про туалетний папір — виконавцю того, напевно, потрібні гроші, я розумію, ну так пограбуй магазин! Зроби що-небудь гідне і визволи нас від необхідності сцяти на твою могилу.»
Том Вейтс наполегливо забороняє використовувати свої пісні в комерційних рекламах. Відомий його жартівливий вислів: «Якщо Майкл Джексон хоче працювати на Пепсі, чому він не купить собі костюм і не найме офіс в їх приміщенні?». За свою кар'єру музикант неодноразово судився з компаніями, які використовували його матеріали без дозволу.
Перший позов Том подав в 1988 році на Frito-Lay. Компанія звернулася до Вейтса з проханням використати пісню «Step Right Up» з альбому Small Change і отримала негайну відмову. Тоді компанія найняла музиканта, який записав схожу пісню. Вейтс виграв позов, отримавши $2 380 000 компенсації, і став одним з перших музикантів, які виграли позов за використання двійника.
В 1993 році компанія Levi Strauss використовувала в своїй рекламі пісню Тома «Heartattack and Vine» з однойменного альбому, у виконанні Скрімін Джей Хокінса. Вейтс подав до суду, але компанії вдалося уникнути розгляду, попросивши вибачення на сторінках журналу Billboard і пообіцявши припинити використання пісні.
В 2000 році стався випадок, схожий з процесом проти Frito-Lay. Компанія Audi звернулася до Вейтса з проханням використати пісню «Innocent When You Dream» з альбому Franks Wild Years для своєї іспанської реклами і, отримавши відмову, використала схожу пісню. Том виграв процес, отримавши компенсацію за порушення авторських прав на додаток до морального збитку.
П'ять років опісля Вейтс отримав пропозицію заспівати для скандинавської реклами компанії Opel. Отримавши відмову, компанія найняла музиканта, що наслідує Вейтса. 2007 року Том виграв позов проти Opel, спрямувавши отриману компенсацію на благодійництво.
Також у біографії музиканта є судовий процес, не пов'язаний з рекламою. В травні 1977 року в Лос-Анджелесі поблизу Duke's Tropicana Coffee Shop Вейста разом з його другом Чаком Вайсом було заарештовано двома поліцейськими в цивільному за порушення громадського порядку. П'ять років потому суд присяжних визнав його невинним, після чого Том подав позов на департамент поліції Лос-Анджелеса та отримав компенсацію в розмірі 7 500 доларів.

## Вплив, думки музикантів
- Еліс Купер в ефірі свого радіо-шоу «Nights with Alice Cooper» поділився своєю думкою про Тома Вейтса[91]:

|  | Я люблю Тома Вейтса. Том Вейтс — найкрутіший хлопець серед нас, він хороший актор. Справді хороший композитор. Справді великий артист. In the Cold Cold Ground, о-о-о-о-у-у-у <.> Це перше, що спадає на думку. У будь-якому разі, він великий. |

- На церемонії входження Вейтса до Залу слави рок-н-ролу Ніл Янг описав його як великого виконавця, співака, актора, композитора, мага, підкидька та дороговказного духа[92] На цій же церемонії британський виконавець Елтон Джон підмітив: |  | «Якби Джексон Поллок міг співати, він звучав би як Том Вейтс.» |
- Більшість критиків ставлять Вейтса в один ряд з канадським автором-виконавцем Леонардом Коеном та австралійським рок-музикантом Ніком Кейвом, відзначаючи вплив трійці один на одного[94]. Так, альбом Коена I'm Your Man посідає 9 місце в особистому списку улюблених альбомів Вейтса[95]. В свою чергу, пісня Тома «Tom Traubert's Blues (Waltzing Matilda)» стоїть на 8 місці в списку улюблених пісень Леонарда[96]. У творчості Ніка вплив Вейтса відзначають в альбомі No More Shall We Part гурту Кейва The Bad Seeds[97].
- Деякі автори знаходять вплив творчості Вейтса в альбомах сіетлського музиканта Марка Ланегана Field Songs[98] та Blues Funeral[99]. Часто порівнянню піддаються незвичайні хрипкі голоси обох музикантів[100].
- У списку «100 найкращих вокалістів всіх часів» за версією Rolling Stone Том Вейтс посідає 82 місце[101]. Журнал Paste помістив його разом з дружиною на 4 місце в списку «100 найкращих живих авторів пісень»[102]. Сайт Yahoo! Music помістив його на 8 місце в списку «25 найкращих авторів-виконавців ранніх 70-х»[103].
- Метью Белламі зізнався, що йому подобається манера співу Вейтса і те, як він передає емоції музикою[104][105], що він хотів би бути автором пісні «Blue Valentine», і, дивлячись на  Тома, не боїться старіти[106][107]. Також, його вподобання підтверждує запозичення ідеї з гучномовцем для пісні Feeling Good[en] та використання пісні «What's He Building» на початку альбому Hullabaloo[en].

## Критичні оцінки
Мак Монтадон, журналіст таких видань як Нью-Йорк Таймс, Details та Radar Online, характеризує Тома Вейтса як найбільш культового з культових музикантів сучасності, який завжди йшов не проти та навіть не впоперек течії — ніяких течій для нього не існувало. Автор відзначає, як у 1970-ї, в пору розквіту глем-року та стадіонного пафосу, Вейтс під джазовий акомпанемент співав бітнічні балади про нещасне кохання та серце суботньої ночі у нетрях мегаполісу, втілюючи собою романтику міського дна; як у 1980-ті, під час правління пост-панку з одного боку, і бездушної пластикової поп-музики з іншого, Том звернувся до радикального артхаусного кабаре, винаходячи власні музичні інструменти та співпрацюючи з видатними авангардистами; у 1990-х він став безперечним еталоном творчої принциповості.
| - Closing Time (1973) - The Heart of Saturday Night (1974) - Small Change (1976) - Foreign Affairs (1977) - Blue Valentine (1978) - Heartattack and Vine (1980) - Swordfishtrombones (1983) - Rain Dogs (1985) - Franks Wild Years (1987) - Bone Machine (1992) - The Black Rider (1993) - Mule Variations (1999) - Blood Money (2002) - Alice (2002) - Real Gone (2004) - Bad as Me (2011) | - 1973: Closing Time Tour - 1974–1975: The Heart of Saturday Night Tour - 1975–1976: Small Change Tour - 1977: Foreign Affairs Tour - 1978–1979: Blue Valentine Tour - 1980–1982: Heartattack and Vine Tour - 1985: Rain Dogs Tour - 1987: Big Time Tour - 1999: Get Behind the Mule Tour - 2004: Real Gone Tour' - 2006: The Orphans Tour - 2008: Glitter and Doom Tour |

## Фільмографія
| Рік  | Фільм                        | Оригінал назви                      | Роль                      | Примітка                               |
| ---- | ---------------------------- | ----------------------------------- | ------------------------- | -------------------------------------- |
| 1978 | Райська алея                 | Paradise Alley                      | Мамблс                    | також композитор                       |
| 1981 | Вовки                        | Wolfen                              | відвідувач бару           | в титрах не вказаний                   |
| 1982 | Від щирого серця             | One from the Heart                  | трубач                    | в титрах не вказаний, також композитор |
| 1983 | Ізгої                        | The Outsiders                       | Бак Меррілл               |                                        |
| 1983 | Бійцівська рибка             | Rumble Fish                         | Бенні                     |                                        |
| 1984 | Кам'яний хлопчик             | The Stone Boy                       | людина на карнавалі       | в титрах не зазначений                 |
| 1984 | Клуб «Коттон»                | The Cotton Club                     | Ірвінг Старк              |                                        |
| 1984 | Закони вулиці                | Streetwise                          | Том Вейтс                 | також композитор                       |
| 1986 | Поза законом                 | Down by Law                         | Зак                       |                                        |
| 1987 | Будяк                        | Ironweed                            | Руді                      |                                        |
| 1988 | Льодяникова гора             | Candy Mountain                      | Ел Сілк                   |                                        |
| 1989 | Ведмежа шкура: Сучасна казка | Bearskin: An Urban Fairytale        | Сілва                     |                                        |
| 1989 | Холодні ноги                 | Cold Feet                           | Кенні                     |                                        |
| 1989 | Таємничий поїзд              | Mystery Train                       | радіо-діджей              | лише голос                             |
| 1990 | Два Джейка                   | The Two Jakes                       | поліцейський в штатському | в титрах не вказаний                   |
| 1991 | Гра в полях господніх        | At Play in the Fields of the Lord   | Вульф                     |                                        |
| 1991 | Король-рибалка               | The Fisher King                     | ветеран-інвалід           | в титрах не вказаний                   |
| 1991 | Так буває у Квінсі           | Queens Logic                        | Монте                     |                                        |
| 1991 | Ніч на Землі                 | Night On Earth                      | —                         | лише композитор                        |
| 1992 | Дракула                      | Bram Stoker's Dracula               | Ренфілд                   |                                        |
| 1993 | Короткі історії              | Short Cuts                          | Ерл Піггот                |                                        |
| 1995 | Джорджія                     | Georgia                             | —                         | лише композитор                        |
| 1999 | Таємничі люди                | Mystery Men                         | Док Хеллер                |                                        |
| 2003 | Кава та сигарети             | Coffee and Cigarettes               | Том Вейтс                 |                                        |
| 2005 | Доміно                       | Domino                              | мандрівник                |                                        |
| 2005 | Тигр та сніг                 | La Tigre e la neve                  | Том Вейтс                 |                                        |
| 2006 | Самогубці: історія кохання   | Wristcutters: A Love Story          | Кнеллер                   |                                        |
| 2009 | Імаджинаріум Доктора Парнаса | The Imaginarium of Doctor Parnassus | Містер Логін              |                                        |
| 2010 | Книга Ілая                   | The Book of Eli                     | інженер                   |                                        |
| 2011 | Монстр з села Нікс           | The Monster of Nix                  | Вірджіл                   | короткометражний фільм                 |
| 2011 | Між                          | Twixt                               | оповідач                  |                                        |
| 2012 | Сім психопатів               | Seven Psychopaths                   | Зак                       |                                        |
| 2014 | Піноккіо                     | Pinocchio                           | Джепетто                  | підготовка до зйомок                   |
| 2018 | Балада Бастера Скраггса      | The Ballad of Buster Scruggs        | старатель                 |                                        |
| 2019 | Мертві не вмирають           | The Dead Don't Die                  | відлюдник Боб             |                                        |
| 2021 | Лакрична піца                | Licorice Pizza                      | Рекс Блау                 |                                        |
| 2025 | Батько, мати, сестра, брат   | Father, Mother, Sister, Brother     |                           |                                        |